# Jan M. Passer
Jan M. Passer (* 1974) je český soudce.
Vystudoval právo na Právnické fakultě Univerzity Karlovy (1997, doktorem práv 2007) a na Právnické fakultě Stockholmské univerzity (LL.M. 2000).
Od roku 2001 působil jako soudce Obvodního soudu pro Prahu 2. Od roku 2004 byl soudcem-stážistou a od roku 2005 pak řádným soudcem Nejvyššího správního soudu, kde po určitou dobu působil mj. jako předseda volebního senátu. V únoru 2016 byl vybrán za kandidáta na funkci soudce Tribunálu Soudního dvora Evropské unie za Českou republiku, členem Tribunálu se jakožto druhý český soudce po Ireně Pelikánové stal 19. září téhož roku. Na období od 6. října 2020 do 6. října 2024 byl jmenován soudcem Soudního dvora EU, kde nahradil Jiřího Malenovského.
Je zakládajícím členem České společnosti pro evropské a srovnávací právo.

## Z publikační činnosti
- Předběžná otázka v komunitárním právu (Praha 2005), spoluautor s M. Bobkem, J. Komárkem a M. Gillise